# Synopsis Aroidearum : complectens enumerationem systematicam generum et specierum hujus ordinis
Synopsis Aroidearum : complectens enumerationem systematicam generum et specierum hujus ordinis (osea, Compendio de Aroideas: abarcando el listado sistemático de géneros y especies de este orden, abreviado Syn. Aroid.) es un libro escrito por el botánico, horticultor y expedicionario austriaco, Heinrich Wilhelm Schott, publicado en Viena en el año 1856. Compila diversas descripciones (incluyendo de especies previamente inéditas), terminología y relaciones taxonómicas de las distintas tribus agrupadas bajo la subfamilia Aroideae.